# Listă de romane erotice
Aceasta este o listă de romane erotice.
| Listă de romane erotice                 |                                        |                   |
| Titlul în limba română                  | Titlul în alte limbi                   | Autor             |
| Lună de zahăr                           | Zuckermond                             | Astrid Martini    |
| Păsări libere                           | Vögelfrei                              | Sophie Andresky   |
| Palatul plăcerilor                      | Palazzo der Lüste                      | Isabell Alberti   |
| Piele străină                           | Fremde Haut                            | Christine Janson  |
| Lectură și suferință                    | Lesen und Leiden                       | Monica            |
| O noapte cu păcate                      | Eine sündige Nacht                     | Sandra Brown      |
| Dansul dorințelor                       | Tanz des Verlangens                    | Kresley Cole      |
| Orașul plăcerilor                       | Stadt der Lüste                        | Mariah Greene     |
| Dorință fierbinte                       | Glühende Leidenschaft                  | Jo Beverley       |
| Narațiuni murdare                       | Schmutzige Geschichten                 | Anne West         |
| Însemnate de soartă                     | Gezeichnete des Schicksals             | Lara Adrian       |
| Pierderea nevinovăției                  | Verführung der Unschuld                | Lilly Grünberg    |
| Cătușele păcatului                      | Fesseln der Sünde                      | Anna Campbell     |
| Evadarea din harem                      | Flucht aus dem Harem                   | Daria Charon      |
| Nopțile Afroditei                       | Die Nächte der Aphrodite               | Daria Charon      |
| Seducere erotică                        | Feucht / Tiefer Erotische Verführungen | Sophie Andresky   |
| Nopți pline de gingășie                 | Samtene Nächte                         | Aveleen Avide     |
| Plăceri decadente                       | Abgrund der Lust                       | Robin Schone      |
| Wolf Shadow - Dorințe sinistre (vol.IV) | Wolf Shadow - Finstere Begierde        | Eileen Wilks      |
| Mărturisire păcătoasă                   | Sündiges Geständnis                    | Bonnie Edwards    |
| Ce ea vrea                              | Was sie will                           | Julia Strassburg  |
| Ștrandul nudiștilor de noapte           | Nacktbadestrand                        | Elfriede Vavrik   |
| Înșeală-mă !                            | Betrüg mich!                           | Kayla Perrin      |
| O lady necrescută                       | Eine unzüchtige Lady                   | Emma Wildes       |
| Umbra - Elijah                          | Schattenwandler - Elijah               | Jacquelyn Frank   |
| Inima mea fierbinte                     | Mein heißes Herz                       | Mariah Greene     |
| Baton de zahăr                          | Zuckerstangen                          | Lilly Meerbusch   |
| O noapte minunată                       | One Night Wonder                       | Kira Licht        |
| Masca slăbiciunilor                     | Die Maske der Leidenschaft             | Daria Charon      |
| Tot timpul la dispoziție                | Stets zu Diensten                      | Tanita Zest       |
| Vampa                                   | Das Luder                              | Megan Blythe      |
| Dorințe dsfrânate                       | Ungezähmtes Verlangen                  | Pamela Palmer     |
| Prins în plasă                          | Im Netz                                | W. Romanow        |
| Bărbații lui Carina                     | Karens Männer                          | Mariah Greene     |
| Lup alfa                                | Alphawolf                              | Sandra Henke      |
| Pocherul plăcerilor                     | Lust-Poker                             | Madeline Moore    |
| O noapte de catifea                     | Eine Nacht wie Samt und Seide          | Stephanie Laurens |
| Ciorapi de mătase                       | Seidenstrümpfe                         | Lilly Meerbusch   |
| Povestea lui O                          | Histoire d'O                           | Pauline Réage     |